# 石俊 (政治人物)
哈尔吉特·辛格·萨詹 PC OMM MSM CD MP （Harjit Singh Sajjan，1970年9月6日—），汉名石俊 ，加拿大政治人物，2015年起擔任加拿大國會下議院議員，代表溫哥華南選區，並於2015年加拿大自由黨上台執政後晉身聯邦内閣，先後出任國防部長和國際發展部長。從政前他曾任溫哥華警察局的幫派罪案組探員以及加拿大陸軍中校團長，期間曾到波斯尼亞和阿富汗服役。

## 早年生活和事業
石俊在印度旁遮普邦霍希亞普爾縣的波姆貝利村（Bombeli）出生，父親於1970年代移居加拿大卑詩省到當地的鋸木廠工作，石俊則於1976年聯同母親和姊姊抵加與父親團聚，一家居於溫哥華市南區。他就讀溫市的華特·莫伯利小學（Walter Moberly Elementary School），1989年中學畢業後投身加拿大軍隊，到卑詩内陸弗農市展開基本訓練，以全班排名第一畢業。
他成為軍官後派赴波斯尼亞參與北約的維持和平任務，回加後加入溫哥華警察局成為警員，1999年起在溫市南區執勤，其後陸續晉升成幫派罪案組探員。石俊效力溫市警局期間曾先後於2006年和2009年請假，以便跟隨加拿大軍隊到阿富汗坎大哈服役。他在坎大哈期間獲得當地居民信賴，從而獲悉有利聯軍行動的情報，更於2010年獲美軍邀請成為詹姆斯·泰瑞少將的特別助理，協助美軍在阿富汗南部執勤。為了接受該項任務，石俊從溫市警局請辭，結束其11年警員生涯。
石俊在軍隊中陸續晉升至中校軍銜，更於2011年成為英屬哥倫比亞團團長，為首位指揮加拿大陸軍團級部隊的錫克人。他又於2012年獲頒傑出服役獎章，以表揚他在坎大哈打擊塔利班勢力的貢獻。此外，他亦獲頒加拿大維持和平服役獎章和軍功勳章。

## 從政
他於2014年末獲取溫哥華南選區國會下議院議席的自由黨候選人資格，並於2015年10月舉行的聯邦大選以49%得票率擊敗尋求連任的保守黨候選人楊蕭慧儀贏取溫哥華南選區議席，首度晉身國會，同年11月獲總理杜魯多委任為聯邦國防部長。他曾於2019年2月短暫代任退伍軍人部長，接替辭去內閣職務的王州迪。
石俊於2019年聯邦大選中再度與代表保守黨的楊蕭慧儀較量，以41%得票率保著溫哥華南選區議席，並於同年11月20日公布的自由黨少數政府內閣中留任國防部長。
前軍方申訴專員沃爾本（Gary Walbourne）於2021年3月在國會作供，表示他於2018年向石俊提及有關前加拿大國防總參謀長萬斯（Jonathan Vance）涉及性不當行為的指控，但石俊並未審閱相關證據。保守黨就此於同年6月在下議院提出一項象徵式動議譴責石俊，在新民主黨和魁人政團支持下以169票對151票獲通過。杜魯多其後表示仍然支持石俊留任國防部長。
2021年聯邦大選，石俊以約49%得票率連任溫哥華南選區國會議員，再於同年10月公布的內閣名單中調任國際發展部長。

## 個人生活
石俊於1996年與 Kuljit Kaur 結婚；她從卑詩大學醫學系畢業後在溫哥華營辦家庭醫生事務所，兩人育有一子一女。

## 外部連結
- （英文）加拿大國會網站 石俊議員簡介 （页面存档备份，存于）